# تالبوت جينينغز
تالبوت جينينغز (بالإنجليزية: Talbot Jennings)‏ هو كاتب سيناريو أمريكي، ولد في 24 أغسطس 1894 في شوشون في الولايات المتحدة، وتوفي في 30 مايو 1985.

## وصلات خارجية
- تالبوت جينينغز على موقع IMDb (الإنجليزية)
- تالبوت جينينغز على موقع ألو سيني (الفرنسية)
- تالبوت جينينغز على موقع أول موفي (الإنجليزية)
- تالبوت جينينغز على موقع قاعدة بيانات برودواي على الإنترنت (الإنجليزية)
- تالبوت جينينغز على موقع قاعدة بيانات الأفلام السويدية (السويدية)
- تالبوت جينينغز على موقع قاعدة بيانات الفيلم (الإنجليزية)
- تالبوت جينينغز على موقع كينوبويسك (الروسية)